# Luciano Cabral
Luciano Javier Cabral Melgarejo (ur. 26 kwietnia 1995 w General Alvear) – chilijski piłkarz pochodzenia argentyńskiego występujący na pozycji ofensywnego pomocnika, reprezentant Chile, od 2025 roku zawodnik argentyńskiego Independiente.
Posiada obywatelstwo chilijskie za sprawą pochodzącego z tego kraju dziadka.